# دوسالانه

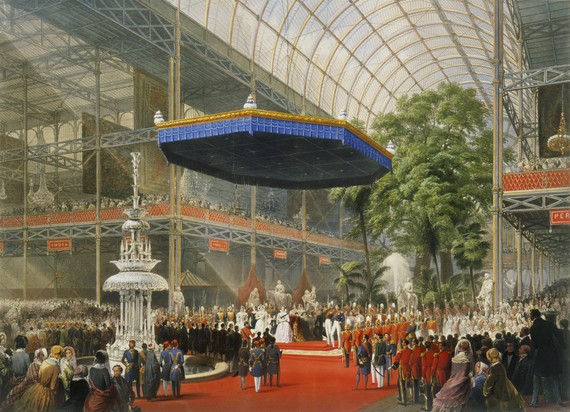
شهبانو ویکتوریا در کریستال پالاس در نمایشگاه بزرگ لندن (۱۸۵۱). این نمایشگاه نخستین تلاش برای گردآوری جهانی هنر و صنعت در زیر مجموعه‌ای واحد بود.

دوسالانه هنری رویدادی است که هر دو سال یک بار برگزار می‌شود و در آن کارهای هنری به نمایش گذاشته می‌شوند. مشخصه اصلی دوسالانه، مسابقه‌ای است که در آن کسی به عنوان برترین هنرمند شرکت‌کننده در آن دوسالانه برگزیده می‌شود. بزرگترین دوسالانه موجود در جهان دوسالانه ونیز، ایتالیا، است که در آن هنرمندانی از سراسر جهان آثار هنری خود را عرضه می‌کنند.
دوسالانه‌ها گاه می‌توانند نه صرفاً از سوی یک کشور، بلکه از سوی بنیادی معتبر برگزار شوند. برای نمونه، موزه هنرهای معاصر تهران در پیش و پس از انقلاب ۱۳۵۷ اقدام به برگزاری دوسالانه‌های هنر نوین در ایران کرده‌است.
دوسالانه‌های بین‌المللی به هنرمندان در ارائه هنر خود در سطح جهانی کمک می‌کنند. با فروپاشی دیوار برلین و پایان جنگ سرد، هنرمندان بسیاری از کشورهای اروپای شرقی نیاز به ارائه کارهای خود در مکان‌هایی به جز کشورهای خود داشتند و این باعث رونق گرفتن نمایشگاه‌های دوسالانه در اروپا و جهانی شدن هنر شد.

## دوسالانه‌های معتبر بین‌المللی
- دوسالانه بنین، کوتونو، بنین
- دوسالانه هنر معاصر اور، فرانسه
- دوسالانه ونیز، ایتالیا
- دوسالانه استانبول، ترکیه
- دوسالانه شانگهای، چین
- دوسالانه جشنواره تیرگان، تورنتو، کانادا